# Sugarcreek (Ohio)
Sugarcreek é uma vila localizada no estado norte-americano de Ohio, no Condado de Tuscarawas.

## Demografia
Segundo o censo norte-americano de 2000, a sua população era de 2174 habitantes.
Em 2006, foi estimada uma população de 2169, um decréscimo de 5 (-0.2%).

## Geografia
De acordo com o United States Census Bureau tem uma área de
9,8 km², dos quais 9,8 km² cobertos por terra e 0,0 km² cobertos por água. Sugarcreek localiza-se a aproximadamente 306 m acima do nível do mar.

## Localidades na vizinhança
O diagrama seguinte representa as localidades num raio de 16 km ao redor de Sugarcreek.